# Xã Brunswick, Quận Chariton, Missouri
Xã Brunswick (tiếng Anh: Brunswick Township) là một xã thuộc quận Chariton, tiểu bang Missouri, Hoa Kỳ. Năm 2010, dân số của xã này là 1.383 người.